# Construction Automobiles Tarnaise
Construction Automobiles Tarnaise bzw. Construction d’Automobiles Tarnaise war ein französischer Hersteller von Automobilen.

## Unternehmensgeschichte
Das Unternehmen aus Rabastens begann 1911 mit der Produktion von Automobilen. Der Markenname lautete CAT. Im gleichen Jahr endete die Produktion.

## Fahrzeuge
Im Angebot stand nur ein Modell. Für den Antrieb sorgte ein Vierzylindermotor mit 8 PS Leistung. Die Höchstgeschwindigkeit war mit 48 km/h angegeben. Neben einem offenen Zweisitzer gab es auch ein zweisitziges Coupé.